# Daniele Mazzone
Daniele Mazzone, né le 4 juin 1992 à Chieri en Italie, est un joueur italien de volley-ball. Il mesure 2,08 m et joue central. Il totalise 8 sélections en équipe d'Italie

## Clubs
| Club               | De        | À         |
| ------------------ | --------- | --------- |
| Argos Volley       | 2012-2013 | 2012-2013 |
| Pallavolo Molfetta | 2013-2014 | ...       |

## Palmarès
- Championnat d'Europe
  - Finaliste : 2013